# حياة هذا الفتى (فلم)
حياة هذا الفتى (بالإنجليزية: This Boy's Life) هو فيلم أمريكي أنتج عام 1993 مقتبس من مذكرات توبياس وولف تدور قصة الفيلم حول الصبي توبياس وولف (ليوناردو دي كابريو) ووالدته كارولين وولف (إلين باركين) المطلقة التي تنتقل للعيش في منزل زوجها الجديد دوايت هانسون (روبرت دي نيرو) الذي يجعل الصبي توبياس يمر بأيام عصيبه ويقوم بتعذيبه ويحاول تحطيمه نفسيا بطرق مختلفة الأمر الذي يؤدي إلى تضرره نفسيا فيقاوم تارة ويرضخ تارة أخرى لدوايت زوج والدته ويحلم بالخروج يوما ما من واقعه المؤلم.

## وصلات خارجية
- مقالات تستعمل روابط فنية بلا صلة مع ويكي بيانات